# Scott Rolen
Scott Bruce Rolen (ur. 4 kwietnia 1975) – amerykański baseballista, który występował na pozycji trzeciobazowego, ośmiokrotny zdobywca Złotej Rękawicy.

## Kariera sportowa
W czerwcu 1993 został wybrany w drugiej rundzie draftu przez Philadelphia Phillies i początkowo grał w klubach farmerskich tego zespołu, między innymi w Scranton/Wilkes-Barre Red Barons, reprezentującym poziom Triple-A. W Major League Baseball zadebiutował 1 sierpnia 1996 w meczu przeciwko St. Louis Cardinals, w którym zaliczył double'a. W następnym sezonie został wybrany najlepszym debiutantem w National League. W 2002 został wyróżniony spośród trzeciobazowych, otrzymując nagrodę Silver Slugger Award.
W lipcu 2002 po raz pierwszy wystąpił w Meczu Gwiazd, zaś pod koniec tego miesiąca w ramach wymiany zawodników przeszedł do St. Louis Cardinals, z którym cztery lata później wygrał World Series. Grał jeszcze w Toronto Blue Jays i Cincinnati Reds, w którym zakończył zawodniczą karierę.

## Nagrody i Wyróżnienia
| Nagroda/wyróżnienie      | Lata                                     | Źródło |
| 7× All-Star              | 2002, 2003, 2004, 2005, 2006, 2010, 2011 | [ 1 ]  |
| Zwycięzca w World Series | 2006                                     | [ 3 ]  |
| 8× Gold Glove Award      | 1998, 2000–2004, 2006, 2010              | [ 1 ]  |
| Silver Slugger Award     | 2002                                     | [ 1 ]  |
| NL Rookie of the Year    | 1997                                     | [ 1 ]  |